# 207

## Събития
- Вологаз VI става владетел на Партия

## Родени
- Лю Шан, китайски император († 271)
- 207 или 213: Емилиан, римски император († 253)

## Починали
- Вологаз V, владетел на Партия